# Royal College of Science and Technology
Le Royal College of Science and Technology est un collège d'enseignement supérieur qui a existé à Glasgow, en Écosse, entre 1887 et 1964.
L'institution a précédé l'Université de Strathclyde. Son bâtiment principal sur George Street est de nos jours l'un des principaux bâtiments universitaires de l'Université.

## Histoire
Le Royal College of Science and Technology est fondé en 1887 par la fusion du Glasgow and West of Scotland Technical College, de l'Université Anderson, du Collège des sciences et des arts, de l'Allan Glen's Institution et de la Young Chair of Technical Chemistry and Atkinson's Institution. En raison du nombre toujours croissant d'étudiants fréquentant l'établissement, des locaux plus grands deviennent nécessaires. Les travaux d'agrandissement commence en 1903 et durent neuf ans. Il s'agit du plus grand complexe éducatif unique d'Europe de l'époque.
Après avoir demandé la permission du roi George V en 1912, le Collège change son nom en Royal Technical College. En 1956, il devient le Royal Collège of Science and Technology. A la fin des années 1950, le campus s'étend sur le côté nord du bâtiment d'origine, en commençant par le nouveau bâtiment de génie mécanique (1958) sur la rue Montrose (nommé par la suite James Weir Building (en)), et en 1962 un nouveau bâtiment de chimie (nommé plus tard en l'honneur du célèbre ancien élève du Collège, Thomas Graham). Un nouveau syndicat étudiant est établi en 1959 John street. En 1961, le Collège royal conclut une entente avec la Glasgow Corporation pour réaménager conjointement le site adjacent de la rue Richmond qui avait été alors débarrassé de ses bidonvilles. 
En 1959, Samuel Curran est nommé directeur du Royal College of Science and Technology, et après de longues discussions avec Keith Murray (président du University Grants Committee), le Collège obtient le statut d'université à part entière en 1964. C'est l'origine de l'Université de Strathclyde. Curran est nommé son premier principal et vice-chancelier. Il s'agit de la première nouvelle université en Écosse depuis 381 ans et la première université technologique en Grande-Bretagne, initiant ainsi la tendance à la formation d'universités techniques modernes en Grande-Bretagne. Samuel Curran prend sa retraite en 1980 et le bâtiment remplaçant la bibliothèque andersonienne (Andersonian Library (en)), ouvert cette année-là, est nommé en son honneur.
À la suite de la recommandation du Robbins Committee (en), le Scottish College of Commerce fusionne avec le Collège pour former l'Université de Strathclyde en 1964. Depuis lors, le Royal College Building sert de bâtiment central de l'Université de Strathclyde.